# ミドルセックス郡 (ニュージャージー州)
ミドルセックス郡（英: Middlesex County）は、アメリカ合衆国ニュージャージー州の中央部にある郡。人口は86万3162人（2020年）。ニューヨーク都市圏に含まれる。郡庁所在地はニューブランズウィック市（人口5万5266人）であり、同郡で人口最大の都市はエジソン・タウンシップ（人口10万7588人）である。
ニュージャージー州の人口重心が郡内を通るニュージャージー・ターンパイクのすぐ東、イーストブランズウィック・タウンシップの中にある。2000年の国勢調査では、世帯当たり収入の中央値で国内第63位だった。アメリカ合衆国商務省経済分析局に拠れば、2009年の一人当たり年収で国内3,113郡のうちの第143位、州内では第10位だった。郡名はイングランドのミドルセックス州から採られた。

## 地理
アメリカ合衆国国勢調査局に拠れば、郡域全面積は322.83平方マイル (836.1 km2)であり、このうち陸地308.91平方マイル (800.1 km2)、水域は13.91平方マイル (36.0 km2)で水域率は4.31%である。
郡の中央をラリタン川が流れている。地形的には州中央部に典型的な平坦さであり、起伏が少ない。郡内最高地点はサウスブランズウィック・タウンシップのアメリカ国道1号線に近い丘であり、海抜約300フィート (91 m) である。最低地点は海面である。

### 交通
郡内には多くの郡道、州道、アメリカ国道、州間高速道路、および有料道路が通っている。
郡道としては、501号線、514号線、516号線（オールドブリッジ・タウンシップ内のみ）、520号線、522号線、527号線、529号線、531号線、535号線がある。
ニュージャージー州道としては、18号線、26号線（ノースブランズウィック・タウンシップ内のみ、リビングストン・アベニューと一体）、27号線、28号線、32号線、33号線（モンロー・タウンシップ内のみ）、34号線（オールドブリッジ・タウンシップ内のみ）、35号線、91号線（ノースブランズウィック・タウンシップのジャージー・アベニューと一体、ニューブランズウィック市に入る）、171号線、172号線（ニューブランズウィック市内のみ）、184号線、440号線がある。
アメリカ国道としては、アメリカ国道1号線、9号線、130号線が通っている。
州間高速道路も幾つかある。ミドルセックス・フリーウェイ（州間高速道路287号線）の南端があり、州道440号線に変わり、アウターブリッジ・クロッシングに至る。ガーデンステイト・パークウェイが郡東端を通り、インターチェンジは9つ、分岐道路の北端になる。ニュージャージー・ターンパイクは州間高速道路95号線と合流して郡の中心を通る。郡内にインターチェンジが5か所ある。「デュアル・デュアル」配列（内側を普通車、外側をトラックに指定）の南端もある。
ニュージャージー・ターンパイク管理局は州道92号線の建設を計画していたが、2006年12月1日に中止された。その代わりに「デュアル・デュアル」配列をモンロー・タウンシップから南にマンスフィールド・タウンシップまで延伸しようとしている。2014年の完成を目指している。

### 公共交通
郡内にはニュージャージー・トランジットの鉄道線と、同じくニュージャージー・トランジットとコーチUSAのバス路線が走っている。郡内の全タウンシップを通る路線が設定されている。鉄道はノースジャージー海岸線、ノースイーストコリダー線、ラリタン・バレー線がある。ノースジャージー海岸線は郡の東部を通っている。ノースイーストコリダー線は北部を抜けている。ラリタン・バレー線は北のユニオン郡との郡境に沿った町を通っている。
都市間旅客鉄道はアムトラックが運行している。アセラ・エクスプレス、キーストーン・サービス、ノースイースト・リージョナル、バーモンター号が走っているが、キーストーン・サービス号とノースイースト・リージョナル号のみが郡内のニューブランズウィックあるいはメトロパークに停車する。

### 気候と気象
近年、郡庁所在地であるニューブランズウィック市の平均気温は1月の22°F (-6 ℃) から7月の86°F (30 ℃) まで変化している。過去最低気温は1984年1月に記録された-13°F (-25 ℃) であり、過去最高気温は1999年7月に記録された103°F (39 ℃) である。月間降水量は2月の2.98インチ (76 mm) から7月の5.08インチ (129 mm) まで変化している。

### 隣接する郡
- ユニオン郡 - 北
- モンマス郡 - 南東
- マーサー郡 - 南西
- サマセット郡 - 北西
- リッチモンド郡 (ニューヨーク州) - 北東

## 人口動態
2010年時点でアジア系住民が170,070人、21%を占めている。その内の61.75%はインド系アメリカ人であり、郡全人口にたいしては12.93%となる。州内の全郡にいるインド系を合算したよりも多い。国内ではカリフォルニア州サンタクララ郡とニューヨーク州クイーンズ区のみが上前っているだけである。
中国系アメリカ人も州内では最大数であり、急速に増加している。
以下は2010年国勢調査による人口統計データである。（　）内に2000年データを示す。
| 基礎データ - 人口: 809,858人 (750,162人) - 世帯数: 281,186 世帯 (265,815 世帯) - 家族数: 203,016 家族 (190,855 家族) - 人口密度: 1,012.2人/km2（2,621.6人/mi2）(935, 2,422) - 住居数: 294,800軒 (273,637軒) - 住居密度: 369軒/km2（954軒/mi2）(341, 884) 人種別人口構成 - 白人: 58.60% (68.42%) - アフリカン・アメリカン: 9.69% (9.13%) - ネイティブ・アメリカン: 0.34% (0.20%) - アジア人: 21.40% (13.89%) - 太平洋諸島系: 0.03% (0.04%) - その他の人種: 6.99% (5.71%) - 混血: 2.95% (2.60%) - ヒスパニック・ラテン系: 18.40% (13.59%) 先祖による構成（2000年データ） - イタリア系：15.0% - アイルランド系：9.8% - ポーランド系：8.0% - ドイツ系：6.2% 年齢別人口構成 - 18歳未満:22.9% (23.7%) - 18-24歳: 10.2% (9.5%) - 25-44歳: 28.3% (32.8%) - 45-64歳: 26.3% (21.7%) - 65歳以上: 12.3% (12.3%) - 年齢の中央値: 37歳 (36歳) - 性比（女性100人あたり男性の人口） - 総人口: 96.4 (96.4) - 18歳以上: 94 (93.5) | 世帯と家族（対世帯数） - 18歳未満の子供がいる: 34.4% (34.2%) - 結婚・同居している夫婦: 55.9% (57.0%) - 未婚・離婚・死別女性が世帯主: 11.8% (10.8%) - 非家族世帯: 27.8% (28.2%) - 単身世帯: 22.5% (22.4%) - 65歳以上の老人1人暮らし: 8.9% (8.7%) - 平均構成人数 - 世帯: 2.8人 (2.74人) - 家族: 3.29人 (3.23人) 収入と家計（2000年データ） - 収入の中央値 - 世帯: 61,446米ドル - 家族: 70,749米ドル - 性別 - 男性: 49,683米ドル - 女性: 35,054米ドル - 人口1人あたり収入: 26,535米ドル - 貧困線以下 - 対人口: 6.6% - 対家族数: 4.2% - 18歳未満: 7.2% - 65歳以上: 6.0% |

## 郡政府と政治
ミドルセックス郡は7人の委員で構成される郡政委員会が統治している（ニュージャージー州では "Board of Chosen Freeholders" と呼ばれる）。郡全体を選挙区に党派選挙で選出される。任期は3年間である。毎年11月の選挙で2人または3人が改選される。1月に開催される委員会で議長と副議長を選出する。議長は郡政府の部門を管理する様々な委員会の委員長と委員に郡政委員を指名する。
アメリカ合衆国下院議員の選挙ではニュージャージー州第6および第12選挙区に入っている。2013年時点ではどちらも民主党議員を選出している。

### 政治
ミドルセックス郡は民主党の地盤である。2004年アメリカ合衆国大統領選挙では、民主党のジョン・ケリーが共和党のジョージ・W・ブッシュに対して13.6%差で郡を制したが、州全体では6.7%差だった。2008年では、民主党のバラク・オバマが共和党のジョン・マケインに対して21.8%差で郡を制したが、州全体では15.5%差だった。しかし2009年ニュージャージー州知事選挙では、共和党のクリス・クリスティが47%を獲得し、43%だった民主党のジョン・コーザインを破った。

## 都市

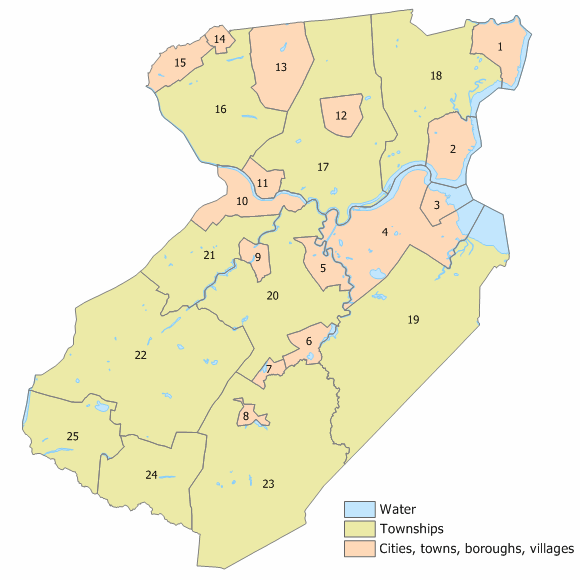
ミドルセックス郡の自治体

ミドルセックス郡には下記の自治体がある。国勢調査指定地域（CDP）と未編入の町はその所属するタウンシップの下に挙げる。名称の後の数字は右図の番号である。CDPと標記されない町は未編入の町である

### 市
- ニューブランズウィック市、10（郡庁所在地）
- パースアンボイ市、2
- サウスアンボイ市、3
  - メカニクスビル

### タウンシップ
- エジソン・タウンシップ、17
- ウッドブリッジ・タウンシップ、18
  - アベネルCDP
  - コロニアCDP
  - フォーズCDP
  - ホープローン
  - イズリンCDP
  - キースビー
  - メンローパークテラス
  - ポートレディングCDP
  - シウォレンCDP
  - ウッドブリッジCDP
- オールドブリッジ・タウンシップ、19
  - ブラウンビルCDP
  - ローレンスハーバーCDP
  - マディソンパークCDP
  - オールドブリッジCDP
- ピスカタウェイ・タウンシップ、16
  - ソサイエティヒルCDP
- イーストブランズウィック・タウンシップ、20
  - イーストブランズウィック
- サウスブランズウィック・タウンシップ、22
  - デイトンCDP
  - ディーンズ
  - ヒースコートCDP
  - ケンドールパークCDP
  - キングストンCDP
  - モンマスジャンクションCDP
- ノースブランズウィック・タウンシップ、21
- モンロー・タウンシップ、23
  - クリアブルックパークCDP
  - コンコーディアCDP
  - ロスムーアCDP
  - ウィッティンガムCDP
- クランベリー・タウンシップ、24
  - クランベリーCDP
- プレーンズボロ・タウンシップ、25
  - プレーンズボロセンターCDP
  - プリンストンメドウズCDP

### ボロ
- セイアービル・ボロ、4
  - パーリン
- カートレット・ボロ、1
- ダネレン・ボロ、14
- ヘルメッタ・ボロ、7
- ハイランドパーク・ボロ、11
- ジェイムズバーグ・ボロ、8
- メタチェン・ボロ、12
- ミドルセックス・ボロ、15
- ミルタウン・ボロ、9
- サウスプレーンフィールド・ボロ、13
- サウスリバー・ボロ、5
- スポッツウッドボロ、6

## 教育
- ミドルセックス郡カレッジ、エジソン
- ラトガース大学ニューブランズウィック校、ニューブランズウィック、ピスカタウェイ
- ニュージャージー医科歯科大学、ニューブランズウィック
- プリンストン大学 – フォレスタル・キャンパス、プレーンズボロ[16]
- デブリー大学、ノースランズウィック

## 医療
郡内には5つの総合病院に1,900床以上が備えられている。
- ジョン・F・ケネディ医療センター
- ロバート・ウッド・ジョンソン大学病院
- ラリタンベイ医療センター、オールドブリッジ
- ラリタンベイ医療センター、パースアンボイ
- セントピーターズ大学病院

## 経済
郡内の民間大手雇用主として次の法人がある。雇用数でグループ化してある。
- 9,010: ラトガース大学
- 3,500 – 3,749: ブリストル・マイヤーズ スクイブ
- 3,000 – 3,249: メリルリンチ
- 2,750 – 2,999: ジョンソン・エンド・ジョンソン、プルデンシャル・ファイナンシャル、ロバート・ウッド・ジョンソン大学病院、シルバーライン・ビルディング・プロダクツ、セントピーターズ大学病院、テルコーディア・テクノロジーズ
- 2,500 – 2,749: ジョン・F・ケネディ医療センター、ラリタンベイ医療センター
- 2,000 – 2,249: パスマーク
- 1,750 – 1,999: ザ・ホーム・デポ、ユナイテッド・パーセル・サービス
- 1,500 – 1,749: アメラダ・ヘス、ダウ・ジョーンズ, シーメンス
- 1,250 – 1,499: AT&T、BASF
- 1,000 – 1,249: イートナ、富士通
- ?????: キャノン

## 公園とレクリエーション

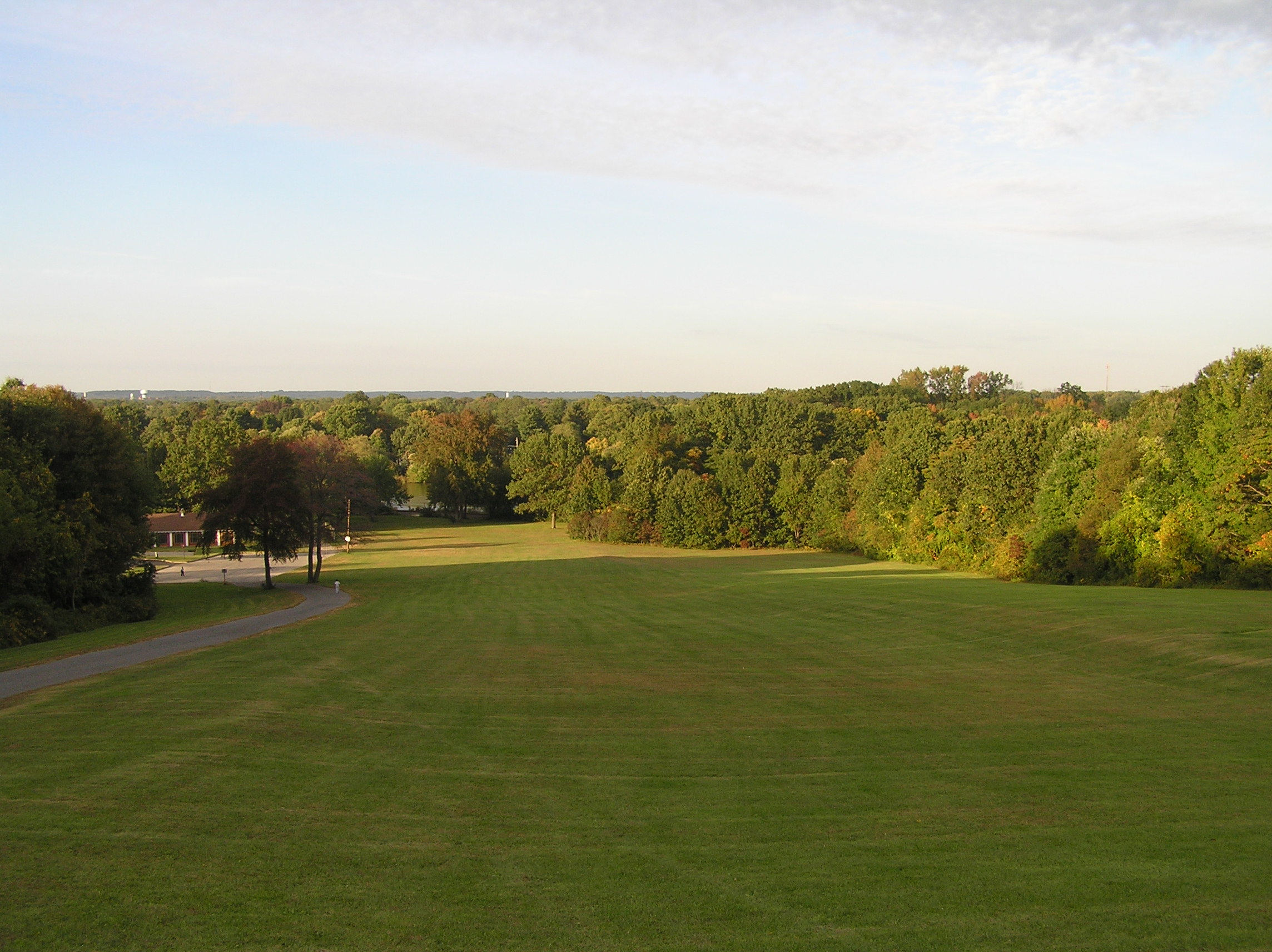
モンロー・タウンシップにあるトンプソン公園

| - ドナルドソン公園 - カートレット公園 - カートレット・ウォーターフロント公園 - エジソン公園 - フォーズ公園 | - ジョンソン公園 - メドウィック公園 - メリル公園 - ラリタンベイ・ウォーターフロント公園 - ルーズベルト公園 | - スプリングレイク 公園 - トンプソン公園 - ウォーレン公園 - オールドブリッジ・ウォーターフロント・ウォークウェイ - アルビン・P・ウィリアムズ記念公園 | - アンブローズ&トティズブルックス公園 - ダビッドソンズ・ミルポンド公園 - アイルランドブルック公園 - ジェイムズバーグ公園保存地域 - ジョン・A・フィリップス開放空間保存地 | - ジョン・A・フィリップス公園 - キャサリン・フォン・オーレン公園 |